# Fade to Black (Metallica)
Fade to Black è un singolo promozionale del gruppo musicale statunitense Metallica, pubblicato nel 1984 ed estratto dal secondo album in studio Ride the Lightning.

## Descrizione
Il brano rappresenta la quarta traccia del disco e si caratterizza per sonorità differenti, con una presenza massiccia di chitarra acustica. L'ispirazione che ha dato vita al brano è il furto di tutto l'equipaggiamento del gruppo avvenuto a Boston il 14 gennaio 1984. Il testo affronta sentimenti suicidi. Riguardo al brano, il frontman James Hetfield raccontò nel 1991 a Guitar World:
L'assolo presente nella parte finale di Fade to Black è stato inserito al 24º posto negli assoli di chitarra migliori di sempre della rivista Guitar World.

## Esecuzioni dal vivo
È stato l'ultimo brano che suonò Jason Newsted dal vivo con i Metallica, ossia il 30 novembre 2000 ai VH1 Music Awards. Ironicamente era una delle canzoni dei Metallica preferite da Newsted, e fu detto che aveva un grande valore sentimentale per lui, sebbene fosse stata scritta prima che entrasse nel gruppo.
Dopo la terza notte del concerto del 30º anniversario dei Metallica, il gruppo confermò che Fade to Black è stata suonata dal vivo oltre mille volte.

## Cover
Fade to Black è stata reinterpretata dal gruppo power metal Sonata Arctica, dagli Apocalyptica e in concerto dai Disturbed.

## Tracce
1. Fade to Black (Vocal/LP Version) – 6:56

## Formazione
Gruppo
- James Hetfield – chitarra ritmica, voce
- Lars Ulrich – batteria
- Cliff Burton – basso
- Kirk Hammett – chitarra solista

Produzione
- Metallica – produzione
- Flemming Rasmussen – assistenza alla produzione, ingegneria del suono
- Mark Whitaker – assistenza alla produzione
- Tom Coyne – mastering